# Jaguares na cultura mesoamericana

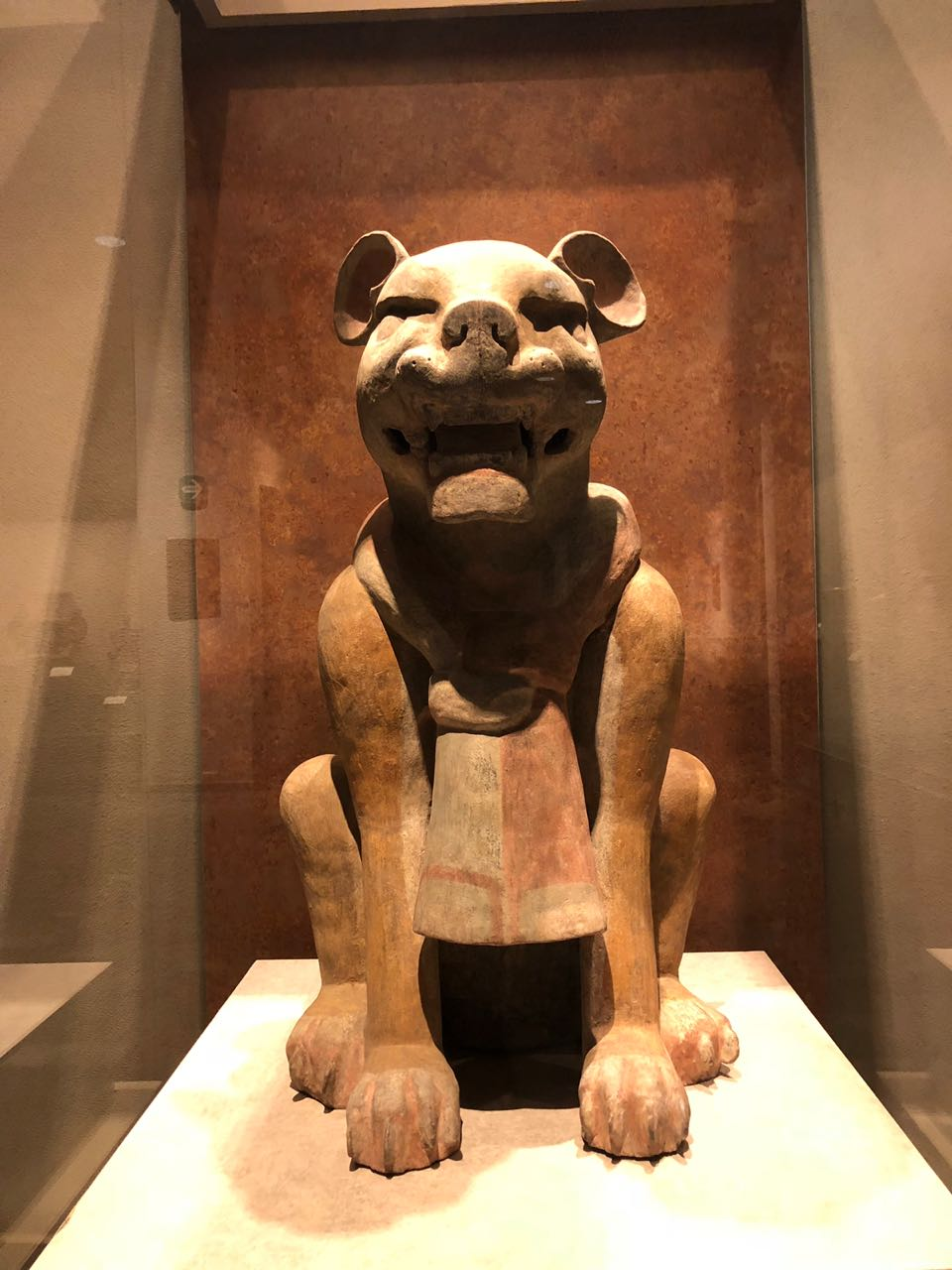
Escultura de um jaguar esculpida no período pré-clássico, exposta no Museu Nacional de Antropologia da Cidade do México.

A representação dos jaguares na cultura mesoamericana é um tanto complexa e tem uma extensa origem; foram registrados até mesmo exemplos iconográficos que datam de pelo menos meados do período formativo da cronologia mesoamericana. O jaguar (Panthera onca) é um animal com uma uma associação proeminente e constante nas culturas e crenças das sociedades mesoamericanas pré-colombianas do Novo Mundo, similar a do leão (Panthera leo) e a do tigre (Panthera tigris) no Velho Mundo. Rápido, ágil e forte o suficiente para derrubar a maior presa da selva, o jaguar é um dos maiores felinos encontrados na América do Norte e na América Central, e um dos mais agressivos e eficientes predadores; dotado de uma pelagem malhada e bem adaptada para a selva, o jaguar era e continua sendo, um dos animais mais idolatrados e respeitados pelos povos indígenas de toda a América.
Todas as principais civilizações mesoamericanas davam destaque, em meio a suas crenças, para um deus jaguar, e para muitos, como os olmecas, o jaguar era uma parte importante do xamanismo. Para aqueles que residiam perto ou até mesmo na própria selva tropical, o jaguar era bem conhecido e foi incorporado à vida dos habitantes. O tamanho formidável do jaguar, a reputação de predador e sua capacidade evoluída de sobreviver na selva tornavam-no um animal a ser reverenciado por todos. Os olmecas e os maias testemunharam mais do que ninguém os hábitos deste animal, adotando o jaguar como um símbolo oficial de seus povos, e incorporando o animal em sua mitologia. 
O jaguar é hoje, como no passado, um símbolo importante na vida de quem convive com este felino.